# La Flûte à six schtroumpfs
La Flûte à six schtroumpfs (traducida al español como La flauta de seis pitufos o como La flauta de los pitufos) es la decimosexta historieta de la serie Johan y Pirluit de Peyo y la primera en la que aparecen los pitufos.

## Trayectoria editorial
La historieta se publicó por primera vez en los números de 1047 a 1086 de Le Journal de Spirou, de 1958.
Dos años después fue recopilada en un álbum homónimo.
En España, fue serializada en las revistas Strong, Spirou Ardilla y Zipi y Zape Especial, además de publicada como álbum por Argos en 1970 y Bruguera en 1982.

## Argumento
Pirluit encuentra una flauta que tiene el poder de hacer bailar hasta el agotamiento al que escuche su melodía pero Torchesac se la roba. Para recuperarla Johan y Pirluit piden ayuda a Homnibus, el mago, y a los pitufos, que fueron los que fabricaron esta flauta mágica.

## Adaptación cinematográfica
La historieta dio lugar a una película franco-belga de dibujos animados dirigida por Eddie Lateste y Peyo, estrenada en Francia el 16 de diciembre de 1976. Se tituló Los pitufos y la flauta mágica en Hispanoamérica y La flauta de los pitufos en España.